# Palais Sturzo
Le Palais Sturzo est un bâtiment situé à Rome dans le quartier de l'EUR. Œuvre de l'architecte Saverio Muratori, il a été construit entre 1955 et 1958.
Jusqu'à 1992, en collaboration avec le Palais Cenci Bolognetti de la Place du Gesù, siège de la direction du parti, il a été l'un des bureaux les plus importants du parti démocrate-Chrétien: il a abrité le Siège central du Parti.

## Description et histoire
Le bâtiment est caractérisé par huit étages, une cour interne, une salle de conférence qui peut accueillir jusqu'à 300 personnes, un grand portique qui borde la totalité de l'immeuble, qui s'étend sur 53 000 m2. L'entrée principale donne sur la Piazza Luigi Sturzo.
Le Palais Sturzo a été vendu par les représentants du Parti populaire italien en 2005, pour faire face aux nombreuses dettes contractées, au constructeur Raffaele Di Mario, pour une valeur de 34 millions d'euros.
Le constructeur l'a revendu le jour même à une société à un prix de 52 millions d'euros.